# Léon Hourlier
Léon Victor Hourlier (ur. 16 września 1885 w Reims – zm. 16 października 1915 w Saint-Étienne-au-Temple) – francuski kolarz torowy, srebrny medalista mistrzostw świata.

## Kariera
Największy sukces w karierze Léon Hourlier osiągnął w 1911 roku, kiedy zdobył srebrny medal w sprincie indywidualnym zawodowców podczas mistrzostw świata w Rzymie. W zawodach tych wyprzedził go jedynie Duńczyk Thorvald Ellegaard, a trzecie miejsce zajął kolejny Francuz - Julien Pouchois. Był to jedyny medal wywalczony przez Hourliera na międzynarodowej imprezie tej rangi. Czterokrotnie zdobywał medale torowych mistrzostw Francji, w tym złote w 1908, 1911 i 1914 roku. Ponadto w latach 1912 i 1914 zwyciężał w Grand Prix Paryża. Nigdy nie wystąpił na igrzyskach olimpijskich.
Zginął w walce podczas I wojny światowej.